# Hoàng Công Hoàn
Hoàng Công Hoàn là một chính khách người Việt Nam. Ông từng là Phó Chánh Văn phòng Trung ương Đảng cộng sản Việt Nam. Ông nguyên là Bí thư Tỉnh ủy Lạng Sơn, đại biểu Quốc hội khóa XI thuộc đoàn đại biểu Lạng Sơn.

## Tiểu sử
Ông Hoàng Công Hoàn là người dân tộc Tày, sinh ngày 05-03-1959 tại Xã Chi Lăng, huyện Chi Lăng tỉnh Lạng Sơn.
Ông vào Đảng ngày 29-05-1984.Trình độ học vấn: Tiến sĩ Kinh tế, Cử nhân Chính trị.
Trong thời gian làm Bí thư Tỉnh ủy Lạng Sơn, Hoàng Công Hoàn bị Ban chấp hành Trung ương Đảng thi hành kỷ luật Đảng bằng hình thức khiển trách vì có khuyết điểm trong công tác lãnh đạo, chỉ đạo, có biểu hiện vi phạm nguyên tắc tập trung dân chủ và lề lối làm việc của Đảng. Sau đó, Bộ Chính trị đã điều động ông về giữ chức Phó ban Quản trị tài chính trung ương.
Hiện ông giữ chức vụ Phó Chánh Văn phòng Trung ương Đảng.